# Радослав Стојановић
Радослав Стојановић (Обреновац, 1930 — Београд, 31. август 2011) био је српски правник, дипломата и универзитетски професор. Стојановић је био професор Правног факултета Универзитета у Београду, амбасадор Србије у Холандији од 2006. године и правни саветник Министарства спољних послова.

## Биографија
Дипломирао је на Правном факултету у Београду на коме је докторирао из области међународног права и до пензионисања прешао све ступњеве универзитетске каријере. Од 1960. до 1996. године био је предавач на предметима Међународно јавно право и Међународни односи.
Заступао је Србију у спору поводом тужбе коју је против ње поднела Босна и Херцеговина Међународном суду правде у Хагу. Приређивач је обимне, двотомне књиге докумената „Србија пред Међународним судом правде у Хагу“.
Био је један од 13 интелектуалаца који су обновили рад предратне Демократске странке 1989.